# Zisterzienserinnenabtei El Patrocinio
Die Zisterzienserinnenabtei El Patrocinio war von 1718 bis 1836 ein Kloster der Zisterzienserinnen in Tamarite de Litera, Provinz Huesca in Aragonien.

## Geschichte
Das 1695 begonnene und 1703 fertiggestellte Marienheiligtum Mare de Déu del Patrocini („Muttergottes von der Schirmherrschaft“) wurde 1716 um die Klosterstiftung Nuestra Señora del Patrocinio bereichert, die 1718 den Konvent der Zisterzienserinnenabtei Sant Hilari de Lleida aufnehmen konnte, deren Gebäude im Spanischen Erbfolgekrieg durch König Philipp V. zerstört worden waren. Äbtissin Clara Gómez de Alha y Zaydín (1716–1774), die noch im Jahr ihrer Wahl verstarb, galt als heiligmäßig. 1836 wurde das Kloster von der liberalen Regierung aufgelöst und zerstört. Das Marienheiligtum blieb in der Calle Patrocinio erhalten und wurde 1978 restauriert.